# Kosmos 520
O Kosmos 520 (em russo: Космос 520, significado Cosmos 520) foi um satélite soviético de sistema de alerta anti-mísseis intercontinentais. Foi o primeiro satélite desse tipo, como parte do programa Oko que lançou diversos satélites para esse fim. O satélite foi projetado para identificar lançamentos de mísseis usando telescópios ópticos e sensores infravermelhos, assim como os seus sucessores.
O Kosmos 520 foi lançado em 19 de setembro de 1972 do Cosmódromo de Plesetsk, União Soviética (atualmente na Rússia), através de um foguete Molniya-M.